# Stephen P. Laurie
| Asteroides descubiertos: 50 | Asteroides descubiertos: 50 |
| --------------------------- | --------------------------- |
| (7603) Salopia              | 25 de julio de 1995         |
| (9421) Violilla             | 24 de diciembre de 1995     |
| (9428) Angelalouise         | 26 de febrero de 1996       |
| (10212) 1997 RA7            | 3 de septiembre de 1997     |
| (10216) Popastro            | 22 de septiembre de 1997    |
| (10383) 1996 SR7            | 16 de septiembre de 1996    |
| (11601) 1995 SE4            | 28 de septiembre de 1995    |
| (11626) Church Stretton     | 8 de noviembre de 1996      |
| (12785) 1995 ST             | 19 de septiembre de 1995    |
| (12786) 1995 SU             | 19 de septiembre de 1995    |
| (13152) 1995 QK             | 19 de agosto de 1995        |
| (13687) 1997 RB7            | 7 de septiembre de 1997     |
| (16753) 1996 QS1            | 21 de agosto de 1996        |
| (16771) 1996 UQ3            | 19 de octubre de 1996       |
| (17660) 1996 VP6            | 7 de noviembre de 1996      |
| (20199) 1997 DR             | 28 de febrero de 1997       |
| (21281) 1996 TX14           | 13 de octubre de 1996       |
| (22431) 1996 DY2            | 28 de febrero de 1996       |
| (24828) 1995 SE1            | 20 de septiembre de 1995    |
| (26972) 1997 SM3            | 21 de septiembre de 1997    |
| (26981) 1997 UJ15           | 25 de octubre de 1997       |
| (27902) 1996 RA5            | 13 de septiembre de 1996    |
| (27908) 1996 TX9            | 4 de octubre de 1996        |
| (28015) 1997 YG9            | 26 de diciembre de 1997     |
| (31144) 1997 TM26           | 7 de octubre de 1997        |
| (32930) 1995 SC4            | 24 de septiembre de 1995    |
| (37733) 1996 UD1            | 16 de octubre de 1996       |
| (39663) 1995 WM1            | 16 de noviembre de 1995     |
| (39676) 1996 DQ1            | 20 de febrero de 1996       |
| (39749) 1997 BW6            | 28 de enero de 1997         |
| (46690) 1997 AN23           | 14 de enero de 1997         |
| (48625) 1995 QF             | 16 de agosto de 1995        |
| (48632) 1995 SV29           | 29 de septiembre de 1995    |
| (55825) 1995 SD4            | 27 de septiembre de 1995    |
| (55839) 1996 LH1            | 13 de junio de 1996         |
| (55846) 1996 RJ5            | 15 de septiembre de 1996    |
| (58367) 1995 QL             | 19 de agosto de 1995        |
| (58403) 1995 WL1            | 16 de noviembre de 1995     |
| (58425) 1996 DR1            | 20 de febrero de 1996       |
| (73818) 1995 WP1            | 17 de noviembre de 1995     |
| (73951) 1997 UK8            | 21 de octubre de 1997       |
| (85369) 1996 DX2            | 26 de febrero de 1996       |
| (90863) 1996 QR1            | 17 de agosto de 1996        |
| (100323) 1995 OY1           | 22 de julio de 1995         |
| (100447) 1996 RB5           | 14 de septiembre de 1996    |
| (100458) 1996 TP3           | 4 de octubre de 1996        |
| (129503) 1995 OZ1           | 24 de julio de 1995         |
| (129542) 1996 RK5           | 15 de septiembre de 1996    |
| (157813) 1995 WN1           | 16 de noviembre de 1995     |
| (160526) 1996 RZ4           | 13 de septiembre de 1996    |

Stephen P. Laurie es un astrónomo aficionado británico, prolífico descubridor de asteroides y cometas, a pesar de que su profesión es la de actuario. También ha trabajado en la búsqueda de estrellas enanas y descubrió una supernova (SN 1997bq en NGC 3147) en 1997.
Laurie ha bautizado cinco de los asteroides que ha descubierto con nombres relacionados con el área de Stretton Church — (7603) Salopia (en honor de Shropshire), (9421) Violilla, (9428) Angelalouise, (10216) Popastro y (11626) Church Stretton — todos ellos descubiertos desde el observatorio 966 Church Stretton, ubicado cerca de Ragdon (observatorio J17). Laurie vive y trabaja en el área de Church Stretton.